# Знаков, Виктор Владимирович
Ви́ктор Влади́мирович Знаков (род. 21 августа 1950) — советский и российский психолог, специалист по психологии понимания, психологии субъекта и психологии человеческого бытия, лауреат премии имени С. Л. Рубинштейна (1999). Основоположник изучения проблемы макиавеллизма в российской психологии.

## Биография

### Образование
- В 1974 году — окончил факультет психологии Ленинградского университета. Дипломную работу защитил под руководством Б.Г. Ананьева.
- С 1974 по 1977 год — учёба в аспирантуре Института психологии АН СССР. В 1978 г. в этом институте защитил кандидатскую диссертацию на тему "Мнемические компоненты целеобразования" под руководством О.К. Тихомирова, а в 1995 году  докторскую диссертацию на тему "Психология понимания в познании и общении" при научном консультировании А.В. Брушлинского.

Своими учителями считает Б.Г. Ананьева, О.К. Тихомирова и А.В. Брушлинского 

### Трудовая деятельность
- с 1996 по 2000 год — совмещал научную работу в ИП РАН с должностью начальника Отдела проблем комплексного изучения человека, психологии и педагогики Российского гуманитарного научного фонда;
- с 2000 по 2005 год — заместитель директора по научной работе Института психологии РАН;
- с 2005 год — главный научный сотрудник Лаборатории психологии развития ИП РАН;
- Член редколлегии журнала «Человек», редакционных советов «Психологический журнал», «Сибирского психологического журнала», «Человек. Сообщество. Управление» (Кубанский госуниверситет), «Методология и история психологии»;
- Председатель диссертационного совета Института психологии РАН, член диссертационного совета факультета психологии МГУ.

### Научные звания
- 1997 год — присвоено учёное звание профессора.

### Научные интересы
Область научных интересов: психология понимания, мышления, личности. Теоретически и экспериментально обосновал существование психологии понимания как самостоятельного направления общепсихологических исследований. На больших выборках испытуемых (участниках войны в Афганистане, агрессивных подростках, субъектах с выраженными проявлениями манипулятивного поведения и макиавеллизма личности) осуществил развернутый анализ понимания как процесса и результата мышления человека; выявил четыре основных условия возникновения понимания и четыре формы его проявления в сознании; экспериментально доказал, что психологические механизмы понимания непосредственно связаны с определенными чертами личности, особенностями нравственного сознания и мировоззрения субъекта. 
Провел первое в мировой психологической науке систематическое исследование, посвященное анализу русских и западных культурно-исторических и научно-психологических традиций в понимании истины и правды. Теоретически и экспериментально обосновал положение о том, что истина является логико-гносеологической категорией, а правда – психологической. Изучил внутренние и внешние условия, которые способствуют процессу превращения в сознании человека гносеологической истины в психологическую правду. Проанализировал моральные, психологические, социальные аспекты формирования различных типов понимания правды и функционирования истинных и неистинных сообщений в ситуациях общении людей. 
Провел теоретико-экспериментальное исследование русских и западных традиций в понимании лжи: ее рассмотрения с субъективно-нравственной точки зрения (ложь как нравственное или аморальное деяние лгущего субъекта, искажающего истину) и с морально-правовой (ложь – нарушение прав обманываемого человека).

## Основные работы
- Понимание в познании и общении. М.: ИП РАН, 1994. 237 с. (2-е и 3-е переработанные издания — Самара, 1998 и 2000).
- Психология понимания правды. СПб.: Алетейя, 1999. 282 с.
- Психология понимания: проблемы и перспективы. — М.: Институт психологии РАН, 2005. 448 с.
- Понимание в мышлении, общении, человеческом бытии. М.: Институт психологии РАН, 2007. 479 с.
- Психология понимания мира человека. — М.: Институт психологии РАН, 2016. 496 с. ISBN 978-5-9270-0324-8

Коллективные монографии
- Субъект, личность и психология человеческого бытия / Под ред. В. В. Знакова и З. И. Рябикиной. М.: Институт психологии РАН, 2005. 383 с.
- Ценностные основания психологической науки и психология ценностей / Отв. ред. В. В. Знаков, Г. В. Залевский — М.: Институт психологии РАН, 2008. 344 с.
- Субъектный подход в психологии / Под ред. А. Л. Журавлёва, В. В. Знакова, З. И. Рябикиной, Е. А. Сергиенко. М.: Институт психологии РАН, 2009. 619 с.
- Психология субъекта и психология человеческого бытия / под ред. В. В. Знакова, З. И. Рябикиной, Е. А. Сергиенко. Краснодар: Кубанский гос. ун-т, 2010. 371 с.}
- Психология человека в современном мире. Том 3. / Под ред. А. Л. Журавлёва, В. В. Знакова, Е. А. Сергиенко и И. О. Александрова. М.: Институт психологии РАН, 2009. 400 с. ISBN 978-5-9270-0170-5

## Награды
- Премия имени С. Л. Рубинштейна (1999 год) — за цикл работ «Анализ структуры и динамики общественного и индивидуального сознания современных россиян»